# Hallucinose
 Mise en garde médicale
Une hallucinose est, en psychopathologie, un phénomène hallucinatoire léger (une fausse hallucination), constaté et critiqué par le patient. Ce phénomène est consécutif à une illusion ; c'est-à-dire la déformation de perception d’un objet. L'hallucinose est due à une mauvaise information reçue d'un objet extérieur existant. Elle peut « toucher » l'un de nos cinq sens humains communs (vue, ouïe, toucher, odorat, goût), ou même plusieurs sens à la fois.
L'hallucinose est une pseudo-hallucination (« pseudo » voulant dire: « faussement attribué à »). L'hallucinose est à distinguer totalement de l'hallucination qui est un phénomène hallucinatoire lourd, non constaté et donc non critiqué par le patient. Ce patient atteint de vraies hallucinations reste certain de la complète réalité de sa perception (perte de discernement).
Du point de vue de la sémiologie psychiatrique, pendant une hallucination, les phénomènes du psychique peuvent être aussi empreints d'un sentiment d'étrangeté, de télépathie (transmissions de pensée) ou d'intrusions dans les pensées du sujet, de pensée magique ou composé d'idées de référence. Ce sont des phénomènes qui sont absents de l'hallucinose.
L’Échelle d'Évaluation Globale du Fonctionnement est utilisée en psychiatrie.

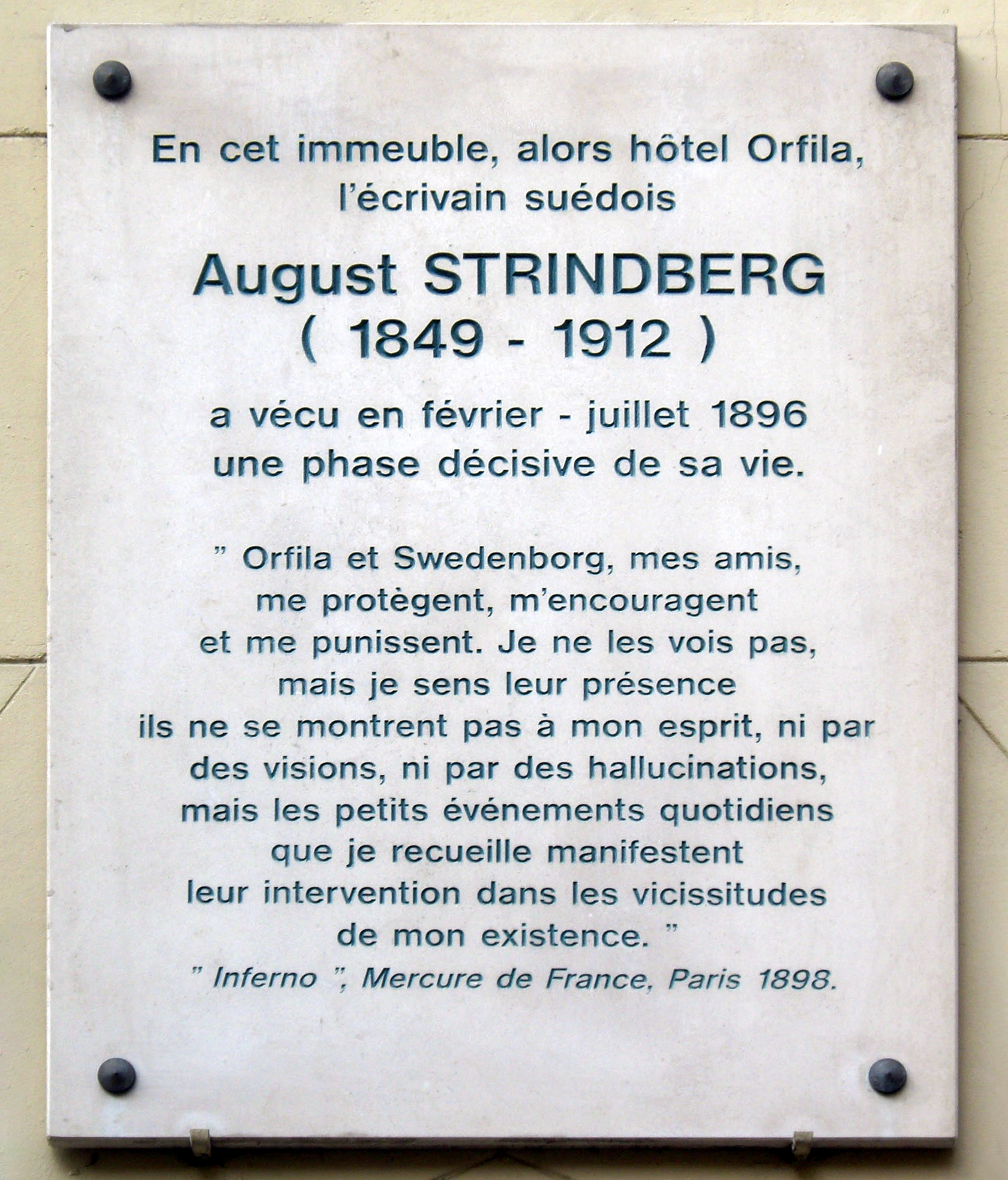
Plaque apposée au no 62 de la rue d'Assas, Paris 6e.

 Elle classe les symptômes de 1 (très grave, tel un geste suicidaire ou agressif) à 100 (Absence de symptôme).
 Cette échelle évaluerait une hallucination à un stade minimum de 51–60, alors que l'hallucinose ne serait qu'à un stade de 81–90.

## Définition
« J'ai dit hallucinose, pas hallucination. L'hallucination est un symptôme de maladie mentale, le patient croit à ce qu'il croit entendre. (...) L'hallucinose n'est pas un symptôme, mais un simple trouble; le sujet garde son sens critique vis-à-vis de ce qu'il a “entendu” ou “vu”. » - Jean-Pierre Dufreigne.
De l'hallucinose, on peut parler de « pseudo-hallucination ». Le patient reste critique quant à la réalité de la perception expérimentée. 
Les syndromes de Charles Bonnet (hallucinose de l'aveugle), ou l'hallucinose des buveurs, ou les crises d'épilepsie temporale, en sont des exemples. 

Les quatre lobes (animation).

Les mécanismes généraux de l'hallucinose sont :
- désinhibition du système des pointes pontogéniculo-occipitales ;
- rôle de la déprivation sensorielle ;
- similitudes avec des états hypnagogiques. L'hypnagogie est l'étude de l'état de conscience particulier intermédiaire entre celui de la veille et celui du sommeil qui a lieu durant la première phase d'endormissement ;
- perturbations possible du cycle veille / sommeil ;
- influence du relâchement de l’attention.

L'hallucinose n'est pas une hallucination, interprétation délirante, où la personne attribue un sens à tendance délirante à ses perceptions (par exemple, la vision du simple fanal d'un phare qui sera interprété comme la venue d'un être céleste demandant de commettre une action particulière). Et l'hallucinose est encore plus éloignée de la psychose qui réside dans le rejet de la réalité extérieure sur le modèle de l'hallucination, avec en plus un délire psychiatrique.
L'hallucinose est essentiellement liée à un phénomène d'illusion. Une illusion auditive, ou une illusion sonore, est la conséquence d'une impression selon laquelle un son est perçu, tandis qu'il n'est pas émis (ou qu’il est perçu différemment de la manière dont il est émis).

## Hallucinoses visuelles
L'hallucinose visuelle est une perception sans objet, assez proche de l’hallucination visuelle, mais moins grave, car généralement sans conséquence sur la santé du patient.
- Les mécanismes de l'hallucinose visuelle :
  - L'hallucinose visuelle est faite d’images colorées; mais sans participation affective du sujet qui a conscience que ce n'est « pas logique ou/et réel »
  - Elle n’est pas intégrée à un système délirant.
  - Elle peut s’observer dans certains cas de lésions cérébrales, ou du nerf optique, ou dans certaines épilepsies partielles, etc.

Les patients atteints du syndrome de Charles Bonnet sont des aveugles atteints d'hallucinoses. Bien que non-voyant total, le patient pourra "voir" des couleurs vives, des animaux, des figures humaines dans un cadre spectaculaire, etc.
| |
| - Exemple d'une « hallucinose visuelle due à une ophtalmopathie » : - Charles Lullin, âgé de 89 ans, «plein de santé, (…) de jugement, de mémoire, en pleine veille, indépendamment de toute impression du dehors, aperçoit (…) devant lui des figures d’hommes, de femmes, des oiseaux, des voitures. (…) Il sait juger sainement toutes ces apparitions et redresser toujours ses premiers jugements… sa raison s’en amuse». Source: Charles Bonnet : Essai analytique sur les facultés de l’âme (1760) - Exemple d'une hallucinose visuelle due à une lésion et dite « hallucinose pédonculaire » : - En 1922, J. Lhermitte est une patiente de 75 ans qui, à la tombée du jour voyait défiler devant elle en silence des animaux, chats et poules, la fixant de façon étrange. Elle voyait aussi parfois des êtres humanoïdes. Après examens, elle a une lésion du tegmentum pédonculo-pontin et souffre d'une hallucinose pédonculaire (en). |

## Hallucinoses auditives

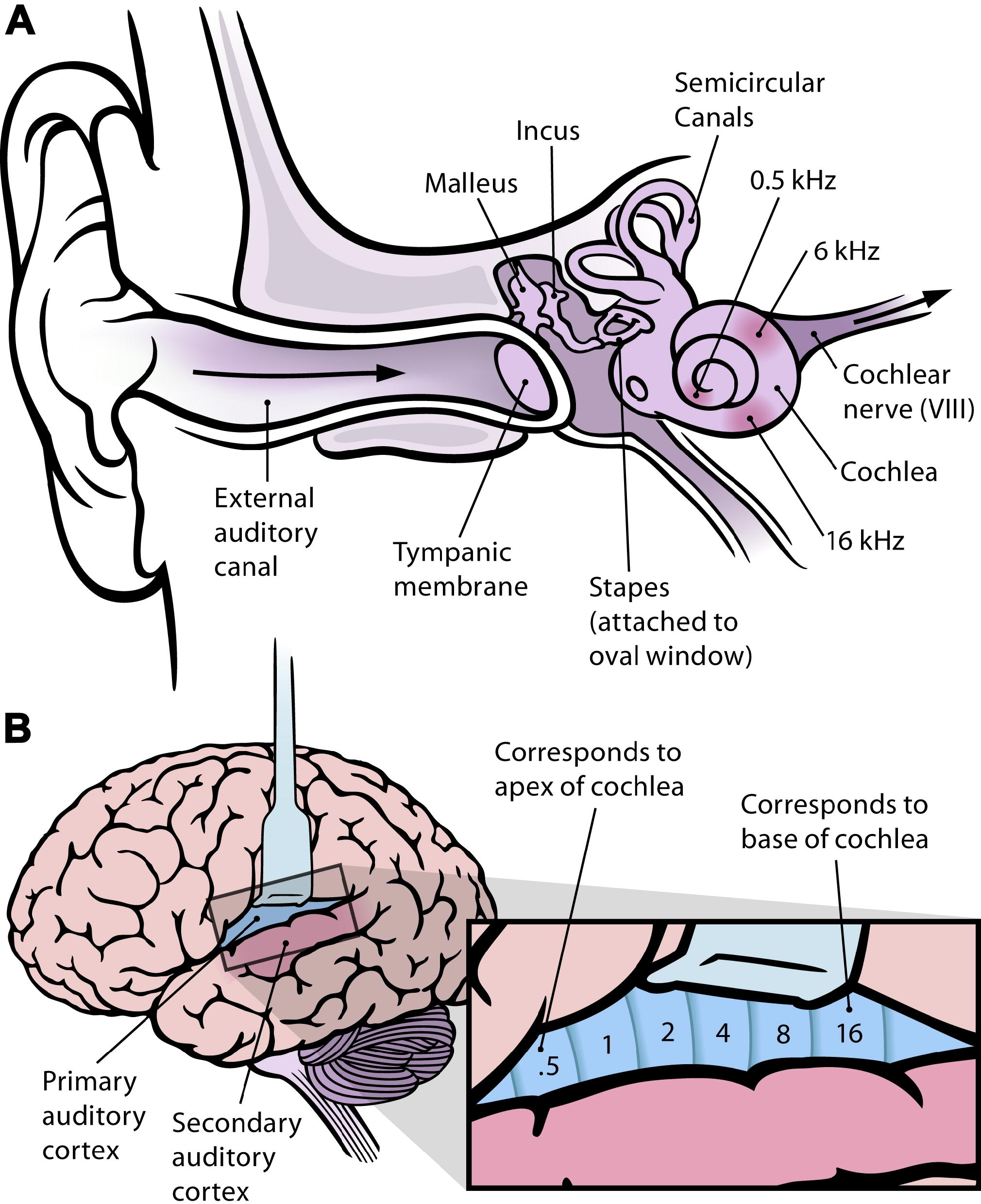
Le système auditif humain

L'hallucinose auditive est quasi similaire en mécanismes à l'hallucinose visuelle. Elle implique le système auditif et l’ouïe. Elle est une pseudo-hallucination auditive sans trouble de la conscience, ni participation affective du sujet.
- Les mécanismes de l'hallucinose auditive :
  - Augmentation d’activité dans les régions temporales supérieures ou moyennes
  - Hallucinose due à des lésions de la calotte pédonculaire, ou des liaisons thalamiques ou striato-capsulaires, ou aussi à des hémorragies.
- Ces illusions auditives dites hallucinoses auditives peuvent être entre autres :
  - Des acouphènes, soit la perception de bruits parasites non réels
  - Des hallucinoses musicales, telle la perception de musique malgré une surdité
  - Des hallucinoses alcooliques auditives des buveurs de Wernicke

| |
| - Exemple d'une « hallucinose auditive » : - « En 1908, chez une malade de trente ans, comme seule manifestation morbide du côté de la sphère psychique, si l'on ne tient pas compte de quelques-unes de ses phrases, indiquant l'existence d'un délire non systématisé, [...] il lui semble entendre des conversations par le téléphone. S. trouve que c'est un cas typique d'hallucinose [...] » E. Soukhanoff, c.r. : W. W. Séletzki, in Journ. de psychol., 5e année, 276 - M.C. |

La paracousie, si elle est intense, est considérée comme une hallucination auditive ou hallucination sonore. Pour exemples, ce sont des patients qui entendent leurs propres pensées à haute voix, ou des patients qui perçoivent une ou plusieurs voix n'existant pas, ou des patients qui entendent une ou plusieurs voix lui dicter ses actions. Ces patients sont certains de la réalité de leur perception. Et ces patients montrent une activité cérébrale élevée impliquant notamment l'hypothalamus, et les régions para-limbiques.

## Hallucinoses tactiles
Le toucher chez l'homme est le sens le plus fondamental. Il apparaît vers le troisième mois de la vie utérine : la peau tactile est le premier-né des organes humains et le plus sensible. Cette sensibilité de toucher peut se dérégler et constituer une hallucinose tactile.

## Hallucinoses provoquées par un hallucinogène

### Hallucinose alcoolique
L'hallucinose alcoolique, dite aussi hallucinose des buveurs, décrit un état hallucinatoire aigu sans trouble confusionnel, avec un automatisme mental chez la personne souffrant d'alcoolisme chronique survenant dans les 12 à 24 heures après sevrage.
L'hallucinose alcoolique, décrite par Carl Wernicke, survient approximativement chez 20 % des alcooliques hospitalisés. Elle ne menace pas réellement la vie du patient. En revanche, le delirium tremens, un trouble neurologique qui est différent de l'hallucinose alcoolique, survient chez 5 à 10 % des alcooliques. Il cause à 15 % une mortalité avec traitement aux benzodiazépines, et à 35 % sans aucun traitement médical.
Si la dose d'alcool est très importante, l'hallucinose alcoolique du début peut s'amplifier jusqu'à devenir une hallucination acoustico-verbale, au contenu persécutif, ou vécu comme tel. L'hallucination alcoolique ne sera plus critiquée par le patient. Cet état hallucinatoire s'accompagnera alors d'anxiété et d'agressivité. Et bien qu'en général il soit de courte durée, il peut parfois se prolonger, voire se chroniciser.

### Hallucinoses par substance hallucinogène

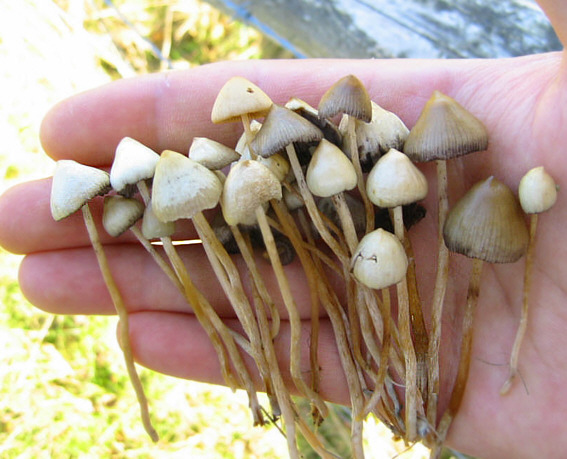
Psilocybe semilanceata, un type de champignon hallucinogène.

Des substances hallucinogènes peuvent provoquer des hallucinoses temporaires :
- des substances tels que certains champignons hallucinogènes ;
- des médicaments de type opiacés, hypnotiques, stimulants, etc.
- des composés chimiques psychédéliques, tels que LSD, psilocybine, DMT ;
- des substances psycho-actives (psychotropes), ou certains produits tels que des solvants volatils ;
- de nombreuses drogues telles que cannabis, cocaïne, héroïne, crack, etc.
  - Effets du cannabis sur la santé

- Il est à noter que la prise prolongée de drogues dites "dures" (LSD, héroïne, crack, etc.) peut créer des lésions physiques et cérébrales irréversibles qui provoqueront des hallucinations de type pharmacopsychose ou « psychose induite par une substance »; et même aller jusqu'à la mort prématurée de l'individu :
  - Effets de l'héroïne sur la santé
  - Effets de la cocaïne sur la santé

La prise d’hallucinogènes peut provoquer des impressions de flashbacks. La littérature médicale les nomme aujourd'hui : HPPD, pour "Hallucinogenic persisting perception disorder" (troubles persistants de la perception par hallucinogène). Les recherches montrent que parmi ces HPPD après prise d'hallucinogène : 9 % des cas sont des hallucinoses auditives. Et parmi les types de distorsions visuelles, après prise d'hallucinogène : 58,6 % sont des hallucinoses géométriques.

## Hypothèse d'hallucinose par champ magnétique
Les adeptes du scepticisme scientifique proposent avec l'hypothèse du champ magnétique, une explication rationnelle aux perceptions de phénomènes paranormaux; par exemple, les visions mystiques ou les observations liées aux objets volants non identifiés (ovnis).
Pendant une crise d'épilepsie temporale, les neurones de la zone temporale sont très instables. Le relevé d'électro-encéphalogrammes est particulièrement "haché" (pics très hauts et très rapprochés). Le patient en crise va alors décrire des illusions visuelles et auditives particulièrement réalistes. Les perceptions sont vécues avec un réalisme si saisissant, que l'on y voit une sorte de "rêve-éveillé".
Un champ magnétique de forte intensité pourrait provoquer cette instabilité du lobe temporal du cerveau et déclencherait ainsi chez le sujet, des hallucinoses, voire des hallucinations individuelles ou même collectives.